# E Ink Corporation
E Ink Corporation —  частная компания, производящая дисплеи на основе технологии электронной бумаги, или электронных чернил. Компания расположена в Кембридже, штат Массачусетс и была основана в 1997 году Джозефом Якобсоном, профессором MIT Media Lab (медийная лаборатория Массачусетского технологического института). Два года спустя, E Ink объединилась с Philips с целью разработать и вывести технологию на рынок. В 2005 Philips продала эту часть бизнеса и связанные с ней патенты компании Prime View International.
E Ink заключила соглашения с различными компаниями, например PocketBook, Sony, Motorola и Amazon.com, которые позволили создать на основе её технологии такие устройства как PocketBook Reader, Sony Reader, MOTOFONE и Kindle.